# Rubus paraguariensis
Rubus paraguariensis là loài thực vật có hoa trong họ Hoa hồng. Loài này được (Chodat & Hassl.) Basualdo & Zardini miêu tả khoa học đầu tiên năm 1992.